# Weil die Straße nicht vergisst
Weil die Straße nicht vergisst ist das zwölfte Soloalbum des Berliner Rappers Fler, wobei er unter seinem Pseudonym Frank White auftritt. Es erschien am 11. September 2015 über sein eigenes Label Maskulin Music Group als Standard- und Premium-Edition sowie als Limited-Boxset, inklusive DVD, Instrumentals, T-Shirt, Poster und Wandkalender.

## Inhalt
Wie schon auf dem Vorgänger-Album Keiner kommt klar mit mir sind die meisten Lieder des Albums den Genres Gangsta-Rap und Battle-Rap zuzuordnen. Die Atmosphäre ist überwiegend düster, roh und hart. Die Songs CCN Kinder, Pallas und Pablo Escobar enthalten Trap-Elemente.

## Produktion
Das Album wurde zu einem Großteil von dem Musikproduzent Iad Aslan produziert, der 13 der 16 Beats beisteuerte. An zehn dieser Instrumentals arbeitete er mit Cris Balloo zusammen und bei einem assistierte ihm Sascha Kunstmann. Außerdem stammen drei Produktionen von C-Wash.

## Gastbeiträge
Auf fünf der 16 Lieder sind neben Fler andere Rapper vertreten. So wird er bei den Songs Zur selben Zeit und Pablo Escobar von seinem Labelkünstler Jalil unterstützt. Im Refrain des Tracks Mit dem BMW Pt. 2 ist Shindy zu hören, während PA Sports auf HRSN Gesellschaft einen Gastauftritt hat. Außerdem rappt Kurdo bei dem Stück Bild im Zement eine Strophe.

## Covergestaltung
Das Albumcover zeigt ein Schwarz-weiß-Foto von dem Plattenbau Pallas in Berlin-Schöneberg aus dem Jahr 2002, auf dem sich ein Fler-Graffito befindet. Links unten im Bild steht der Titel Weil die Straße nicht vergisst in Weiß. Beim Cover der Premium-Edition ist das Foto in roten Farbtönen gehalten und die weißen Schriftzüge Frank White, Weil die Straße nicht vergisst und Premium Edition befinden sich mitten im Bild.

## Titelliste
| #  | Titel                          | Gastmusiker | Produzent                   | Länge |
| -- | ------------------------------ | ----------- | --------------------------- | ----- |
| 01 | Intro / Ich mach Realtalk      |             | Iad Aslan, Cris Balloo      | 3:13  |
| 02 | Schon von klein auf            |             | Iad Aslan, Cris Balloo      | 2:54  |
| 03 | Rap wieder hart                |             | Iad Aslan, Cris Balloo      | 2:56  |
| 04 | Ich häng auf den Straßen ab    |             | Iad Aslan, Cris Balloo      | 3:14  |
| 05 | Zur selben Zeit                | Jalil       | Iad Aslan, Cris Balloo      | 3:28  |
| 06 | So wie Frank                   |             | Iad Aslan, Sascha Kunstmann | 3:01  |
| 07 | Straßenstaub                   |             | Iad Aslan, Cris Balloo      | 3:03  |
| 08 | CCN Kinder                     |             | C-Wash                      | 3:17  |
| 09 | HRSN Gesellschaft              | PA Sports   | Iad Aslan, Cris Balloo      | 3:38  |
| 10 | Weil die Straße nicht vergisst |             | Iad Aslan, Cris Balloo      | 3:12  |
| 11 | Basstuning / Bordsteinfressen  |             | Iad Aslan, Cris Balloo      | 2:56  |
| 12 | Alles was ich kenne            |             | Iad Aslan                   | 2:45  |
| 13 | Bild im Zement                 | Kurdo       | Iad Aslan, Cris Balloo      | 3:04  |
| 14 | Mit dem BMW Pt. 2              | Shindy      | Iad Aslan                   | 3:32  |
| 15 | Pallas                         |             | C-Wash                      | 2:39  |
| 16 | Pablo Escobar                  | Jalil       | C-Wash                      | 3:09  |

Die Limited-Edition enthält zusätzlich die Instrumentals zu allen Liedern.

## Vermarktung
Am 17. April 2015 wurde das Lied Mit dem BMW Pt. 2 im Internet veröffentlicht. Anschließend folgte der Song Pallas am 7. Mai und am 28. Mai 2015 erschien ein Musikvideo zum Track Basstuning/Bordsteinfressen. Ein weiteres Video zu Straßenstaub wurde am 25. Juli veröffentlicht, bevor der Titel am 7. August als Download-Single erschien. Außerdem veröffentlichte Fler am 30. Juli ein 15-minütiges Snippet zum Album auf YouTube. Des Weiteren erschienen das Lied Bild im Zement am 27. August sowie ein Musikvideo des Songs Zur selben Zeit am 4. September 2015.

## Chartplatzierungen
Weil die Straße nicht vergisst stieg am 18. September 2015 auf Platz 2 in die deutschen Albumcharts ein und konnte sich vier Wochen in den Top 100 halten.

## Rezeption
| Professionelle Bewertungen | Professionelle Bewertungen |
| -------------------------- | -------------------------- |
| Kritiken                   |                            |
| Quelle                     | Bewertung                  |
| laut.de                    | [ 5 ]                      |
| Backspin                   | [ 6 ]                      |
| rappers.in                 | [ 7 ]                      |

Die Internetseite laut.de gab dem Album nur zwei von möglichen fünf Punkten und kritisierte u. a. die inhaltliche Eintönigkeit:

„Über eine Laufzeit von gut fünfzig Minuten, nur unterbrochen von ein paar Filmskits und besagten Features, gibt er den unbesiegbaren, knüppelharten, gefühllosen, in alle Richtung pöbelnden, sich selbst ständig rezitierenden Berliner Jungen von der Straße, der seine Wurzeln nie aus den Augen verliert und für den Selbstzweifel ein Fremdwort ist. In seiner Konsequenz hat das durchaus Respekt verdient. Es stellt sich nur die Frage, wie lange Fler aka Frank White seinen Fans den immer gleichen Fraß vorsetzen kann, bis sich die Meute gegen ihren eigenen Anführer erhebt.“

Die Internetseite rap.de bewertete Weil die Straße nicht vergisst insgesamt positiv und hob vor allem die gelungene Produktion hervor:

„Die Zeiten von gefühlt dreitausendmal wiederholten Phrasen als Hooks sind endgültig vorbei, die Trap-Anteile wurden stark minimiert. Dafür gibt es wieder das solide Reim-Handwerk, das man von Frank gewohnt ist und das weniger von unfassbar ausgefallenen Vergleichen oder Wortspielereien denn von einer gewissen Dreistigkeit lebt. Große inhaltliche Überraschungen sind dabei erwartbarerweise nicht zu hören. […] Richtige Akzente setzen vor allem die hochklassigen Beats. „CCN Kinder“ und „Alles was ich kenne“ sind tiefergelegte Trap-Geschosse vom feinsten, während „Schon von klein auf“, „Ich häng auf den Straßen ab“ oder „Zur selben Zeit“ den bewährten CCN-Sound auf 2015-Level bringen. […] Angesichts dieses dichten Soundteppichs, der im Vergleich zu vielen deutschen Alben auch gut abgemischt wurde, muss Fler nicht mehr allzu viel machen. Und das tut er wie gesagt auch nicht. Ein schmerzhaft persönlicher Song wie „Mama ist nicht stolz auf mich“ hätte dem Album sicher gut getan, so gibt es 50 Minuten lang den unbesiegbaren Frank White, der immer recht hat, Real Talk macht, mit dem Schwanz denkt und mit der Faust redet. Die klassische Berlin-Formel eben, ohne ironische Brechung oder allzuviel Selbstreflexion.“

Das Online-Magazin MZEE.com kritisierte das Album, lobte indes aber auch die Stringenz des Werks:

„Authentizität ist sowieso ein Problem. Warum soll ich jemandem wirklich abkaufen, dass er "aus dem Wagen zielt" ("Intro/Ich mach Realtalk"), wenn ich an den Menschenverstand eines 33-jährigen, erwachsenen Mannes glaube? An dieser Frage scheiden sich nicht nur die Geister, sondern vielleicht auch viele Hörer von "Weil die Straße nicht vergisst": Wer es glaubt, bekommt ein grundsolides Straßenrap-Album präsentiert. Wer das nicht tut, verpasst aber auch nicht sonderlich viel auf dem zwölften Soloalbum von Fler aka Frank White.“